# Bactris constanciae
Bactris constanciae är en enhjärtbladig växtart som beskrevs av João Barbosa Rodrigues. Bactris constanciae ingår i släktet Bactris och familjen Arecaceae. IUCN kategoriserar arten globalt som livskraftig. Inga underarter finns listade i Catalogue of Life.